# Entropi
För entropi inom informationsteori, se Entropi (informationsteori).
Entropi är en fysikalisk tillståndsfunktion, betecknad S. Inom statistisk mekanik kan den ses som ett mått på sannolikheten för att ett system skall inta ett visst tillstånd; inom termodynamik snarare som ett mått på hur mycket av värmeenergin i ett system som inte kan omvandlas till arbete. Entropibegreppet används dessutom inom statistik, informationsteori, psykologi, och teorier om sinnet.

## Entropi i termodynamik
Entropi är en till värme kopplad termodynamisk tillståndsstorhet och är ett mått på hur mycket av värmeenergin som i en värmemotor ovillkorligen måste avges vid nedre temperaturen och således aldrig kan omvandlas till arbete. Entropin för tillförd värme är därför bestämmande för den termiska verkningsgraden. Begreppet värmemotor är allmängiltigt och innefattar en mängd naturliga förlopp i exempelvis atmosfären och universum.
Via den teoretiska fysiken har begreppet entropi kommit att generaliseras och så småningom funnit tillämpning i matematiken, bland annat i informationsteorin, och har via de därvid långt utvecklade, tilltalande metaforerna (ordningoordning) sedan, med risk för att ha förlorat något i egentlighet, sökt sig in i organisationsteorin.
Begreppet entropi introducerades av Rudolf Clausius (1822–1888) år 1865 när ångtekniken i grundläggande avseenden hunnit nå hög grad av praktisk fullbordan och har direkt ursprung i insikten om att den ideala värmemotorns arbetsutbyte bestäms av (när så erfordras viktade medelvärden hos) de absoluta temperaturerna för det drivande värmeflödets källa respektive sänka (tillförsel respektive avgång): Om den nedre temperaturen är Tc är den värmemängd som oundvikligen måste avges vid denna direkt given av entropin enligt Qc = S*Tc. Ju lägre entropin är, desto mer av värmen går således att omsätta i arbete – ju högre entropi, desto mer värme måste nödvändigtvis förloras och kan omöjligen omsättas i arbete. Till praktiskt arbetesutbyte odugliga (låggradiga, lågvärdiga) värmeflöden kännetecknas således av hög entropi medan det mekaniska arbetet i sig och därmed besläktade energislag som elektricitet och kemiskt bunden energi representeras av entropi lika med (eller mycket nära) noll.
Enligt termodynamikens andra huvudsats kan värme aldrig av sig själv flyta från kallt till varmt. Värmemaskiner är dock omvändbara och med hjälp av en värmepump kan man med hjälp av mekaniskt arbete lyfta värmen till en högre temperatur. Idealt skulle man med en värmepump och den mängd mekaniskt arbete som gick att utvinna i en ideal värmemotor kunna återföra all värme till ursprungstemperaturen. I praktiken finns dock förluster och även om någon energi aldrig går förlorad kommer entropin oundvikligen ständigt att öka i ett system som innehåller både värmemotor och värmepump. Den sammansatta processen innehåller således ett irreversibelt moment – entropiförlust (= ökning av entropin) – som gör att ursprungstillståndet inte helt och hållet kan återställas. Entropin kan följaktligen också ses som karaktäriserande för graden av oordning hos tillståndet.
Den statistiska mekaniken demonstrerar att entropi bestäms av sannolikhet, och av detta följer att det faktiskt är möjligt att oordningen minskar även i ett isolerat system. Fastän ett sådant skeende är möjligt är det under våra normala omständigheter alldeles utomordentligt osannolikt.

## Definition
Entropi har två olika definitioner, en mikroskopisk och en makroskopisk. Dessa två definitioner är likvärdiga, men förekommer i olika tillämpningar.

### Mikroskopisk definition
I den mikroskopiska definitionen, som används inom statistisk mekanik, mäter entropin oordningen hos varje individuell frihetsgrad, det vill säga variationen av mikrotillstånd. Den totala entropin är summan av varje entropibidrag från respektive frihetsgrad, exempelvis vibrationsfrekvens, magnetiskt bidrag, och dylikt. Den betecknas ofta med bokstaven S. Termodynamikens andra huvudsats säger att naturens riktning är att öka oordningen, vilket oftast postuleras som att jämvikt uppstår då entropin uppnått sitt maximala värde.
Den generella entropidefinitionen är
{\displaystyle S=-k\sum _{r}p_{r}\log p_{r}\,}
där k är Boltzmanns konstant och
{\displaystyle p_{r}=p_{r}(T,U_{r})={\frac {e^{-{\frac {U_{r}}{k\cdot T}}}}{\sum _{i}e^{-{\frac {U_{i}}{k\cdot T}}}}}}
är sannolikheten att systemet är i tillstånd r med energin Ur, för en viss frihetsgrad r.
Detta är ekvivalent med Boltzmanns entropidefinition för ett system i jämvikt:
{\displaystyle S=k\cdot \ln(\Omega (U,V,N))\,}
där Ω är antalet mikrotillstånd. U är systemets inre energi, V systemets volym och N antal partiklar i volymen.

### Makroskopisk definition
I den makroskopiska definitionen, som används inom den klassiska termodynamiken definieras entropi genom
{\displaystyle \mathrm {d} S={\frac {\mathrm {d} q_{rev}}{T}},}
så att {\displaystyle \mathrm {d} S} är entropiändringen vid en reversibel tillsats av värmemängden {\displaystyle \mathrm {d} q}. Eftersom den reversibla vägen mellan två tillstånd är den väg som ger det största arbetet, ger denna definition tillsammans med termodynamikens första huvudsats att
{\displaystyle \Delta S\geq 0}
vilket är Clausius olikhet, dvs en matematisk formulering av termodynamikens andra huvudsats.
Med argument från den statistiska mekaniken kan temperaturen definieras som 
{\displaystyle {\frac {1}{T}}=\left({\frac {k\partial \ln \Omega }{\partial U}}\right)_{V}=\left({\frac {\partial S}{\partial U}}\right)_{V}}
Eftersom {\displaystyle \mathrm {d} U=\mathrm {d} q} vid konstant volym indikerar detta att Boltzmanns definition och den termodynamiska definitionen av entropi är ekvivalenta.

## Praktisk innebörd, exempel, gränser för verkningsgrad m.m.
Det man i tekniska sammanhang litet vårdslöst kallar entropi avser vanligen specifik entropi, dvs entropi per massenhet: Ånga av atmosfärstryck, 100 °C = 373 K, har specifik entropi 7,36 kJ/kgK och utgår man från 0 °C = 273 K krävs 2676 kJ/kg för att bilda ångan. Entropin anger vid vilken genomsnittlig temperatur denna värme har tillförts (viktat medelvärde) enligt kvoten
{\displaystyle {\rm {{\frac {2676\ kJ/kg}{7,36\ kJ/kgK}}=364\ K=91^{\circ }{C}}}}.
Enligt vad som sagts om entropi och värmemotorer måste vid 0 °C (kallast möjliga kylvatten) bortföras.
{\displaystyle {\rm {Qc=S\cdot Tc=7,36\ kJ/kgK\cdot 273\ K=2009\ kJ/kg}}}
Av tillförda 2676 kJ/kg måste oundvikligen 2009 kJ/kg kylas bort i kondensorn och verkningsgraden kan teoretiskt uppgå till (2676-2009)/2676 = 24,9 %.
Bygger man i stället en ångmaskin som kan arbeta med 14,55 bar = 200 °C har ångan värmeinnehållet 2791 kJ/kg, specifik entropi 6,43 kJ/kgK, värmen har tillförts vid i (viktat) genomsnitt 2791/6,43 K = 434 K och vid drift mot Tc = 273 K behöver bara 6,43*273 kJ/kg = 1756 kJ/kg oundvikligen bortföras. Teoretiskt kan verkningsgraden i och med det uppgå till (2791-1756)/2791 = 37,1 %.
Enda möjligheten att försäkra sig om god verkningsgrad är tydligen att försöka bibringa arbetsmediet mesta möjliga värme per lägsta möjliga entropi. I en ångpanna sker detta (som syns i exemplet) om vattnet tillförs värme vid högsta möjliga genomsnittliga temperatur vilket praktiskt innebär att god verkningsgrad är möjlig endast med tillgrepp av långt driven förvärmning samt höga ångtryck och överhettning – bästa ångdata.
Genom att förvärma matarvattnet med avtappningsånga så att temperaturen höjs till så nära kokpunkten som möjligt innan det når ångpannan kan man sänka kravet på ångtryck väsentligt. Med förvärmning till en nivå 75 grader under koktemperaturen i pannan kan man redan med mättad ånga (kärnkraftverk) nå 35 % verkningsgrad (kräver ca 45 % teoretisk verkningsgrad) vid ett tryck av ca 70 bar (286 °C).
Till följd av egenskaperna hos vatten (låg kritisk temperatur, högt tryck redan vid måttliga temperaturer) måste dock värmetillförseln i ångpannor ske vid i medeltal blott 200–400 °C (500–700 K vilket innebär entropin 1,4 à 2 kJ/K för varje MJ tillfört värme) vilket sätter en övre gräns för praktiskt möjlig verkningsgrad vid ca 45 %.
Hos stirlingmotorer begränsas den övre temperaturen endast av konstruktionsmaterialen och det är redan i småskaliga anläggningar möjligt att nå samma och till och med något högre verkningsgrad.
Hos förbränningsmotorn slutligen kan värmetillförseln ske i arbetsmediet som sådant och behöver ej förmedlas via väggar och annat som begränsar övre temperaturen – och en absolut högsta praktiska verkningsgrad om 55 % är då möjlig.

## Analogibetraktelse
Begreppet entropi kan illustreras med ett stökigt rum: I ett fullständigt städat/ordnat rum kan varje sak bara finnas på en plats, det vill säga det finns bara ett sätt att ställa alla saker i rummet så att det har egenskapen att vara fullständigt städat. I ett stökigt rum spelar det ingen roll om en viss bok står till höger eller vänster i bokhyllan; rummet är i alla fall lika stökigt. Rummets entropi är antalet sätt man kan ställa saker för att uppnå en viss stökighetsnivå. Ju stökigare rummet är, desto fler ställen kan de ligga på och desto högre entropi får rummet. Svårigheter att förstå begreppet entropi beror ofta på oklarheter angående begreppet "ordning". Införandet av begreppet exergi kan emellertid bringa klarhet. Det är när man använder energi som man förbrukar dess exergi = ökar entropin/ökar oordningen/minskar ordningen. Exergi anger någon form av kontrast eller skillnad och frånvaron av (= fullständigt utplånad) kontrast, det vill säga frånvaron av exergi är detsamma som maximal entropi (den så kallade värmedöden när det gäller hela universum). Entropin ökar i universum som helhet, men kan inom denna ram minska lokalt, som till exempel på jorden där entropin ju har minskat men på bekostnad av en ännu större ökning på solen, alltså en nettoökning totalt i universum, eller uttryckt med exergitermer: Exergin minskar totalt i universum, men kan öka lokalt, som på jorden där ju exergin ökat men till priset av en ännu större exergiförlust på solen (solexergi har överförts till jorden och här skapat exergirika mönster som tillsammans utgör biosfären).
Matematiskt sett är entropi en fråga om sannolikhetsgrader. Det stökiga rummet befinner sig i ett mer sannolikt tillstånd än det städade. I en viss mängd gas finns molekyler som rör sig såväl hastigt som långsammare: Om det vore möjligt att på något enkelt sätt, exempelvis via något slags filter, sortera dessa och på så sätt skilja ut snabbt rörliga från mer långsamma skulle man utan synbarlig arbetsinsats samtidigt ha åstadkommit en temperaturskillnad som skulle kunna användas i en värmemaskin – tillsammans med filtret utgörande delar av en perpetuum mobile. Det är inte sannolikt att den del av gasinventariet eller den del av rummet man skiljer ut genom att exempelvis dela av det med en vägg är i ett väsentligt mer ordnat tillstånd än resten. Om en del av gasen händelsevis skulle vara mer ordnat hög- eller lågenergetisk så innebär diffusionen en snabb övergång i ett mer utblandat, oordnat tillstånd. Varje tanke på motsatsen strider samtidigt mot termodynamikens andra huvudsats.